# Renato Coletta
Renato Coletta (Barletta, 24 febbraio 1914 – Daharboruk, 12 agosto 1940) è stato un militare italiano, insignito di medaglia d'oro al valor militare alla memoria nel corso della seconda guerra mondiale.

## Biografia
Nacque a Barletta il 24 febbraio 1914, figlio di Donato e di Anna Marzocca, e dopo aver conseguito il diploma di ragioniere venne ammesso a frequentare il Corso allievi ufficiali di complemento di Salerno. Promosso sottotenente nel corso del 1933 fu destinato a prestare servizio nel 58º Reggimento fanteria per entrare subito dopo nella Regia Accademia Militare di Modena da cui uscì come sottotenente in servizio permanente effettivo nel 1935. Assegnato al Comando d’armata di Trieste con incarico speciale, fu trasferito al 152º Reggimento fanteria e promosso tenente il 1 ottobre 1937. L’anno successivo fu trasferito in forza al Regio corpo truppe coloniali della Somalia, sbarcando a Massaua il 14 marzo 1938 per essere assegnato al Comando truppe dell'Harar. Prese parte alle operazioni di controguerriglia in forza al V Battaglione, e fu decorato con la Croce di guerra al valor militare per essersi distinto durante la battaglia di Sahasit, avvenuta il 2 novembre dello stesso anno. Dopo l'entrata in guerra del Regno d'Italia, avvenuta il 10 giugno 1940,  con il LXIV Battaglione partecipò alla conquista della Somalia britannica (3-19 agosto 1940).
L'11 agosto, durante il combattimento di Daharboruk, alla testa della sua Compagnia andò all’assalto di una postazione fortificata nemica, circondata da reticolati. Rimasto ferito da una scheggia di granata si preoccupò di organizzare il soccorso gli ascari feriti e poi si lanciò nuovamente all’attacco, ma una raffica di mitragliatrice lo uccise. Per il coraggio dimostrato in questo frangente fu decorato con la Medaglia d'oro al valor militare alla memoria, e la città di Barletta gli intitolò successivamente una via.